# Cour suprême d'Islande
Pour les articles homonymes, voir Cour suprême.
La Cour suprême d'Islande (islandais: Hæstiréttur Íslands) est le sommet du pouvoir judiciaire en Islande et le tribunal de dernier ressort. Neuf juges siègent à la Cour.

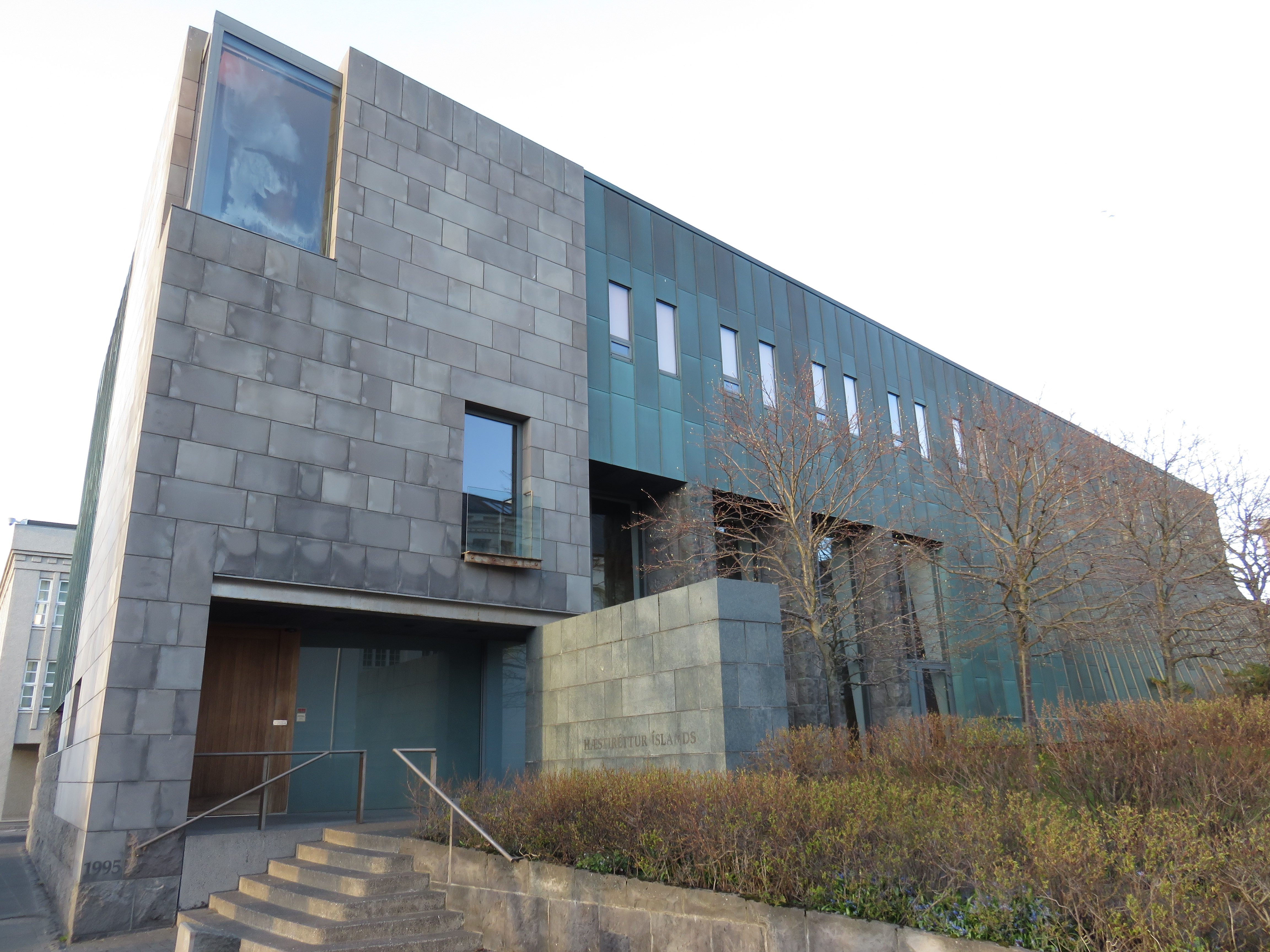
Bâtiment de la Cour suprême.

La Cour suprême fut fondée à la suite de l'acte 22/1919, et la première session se tint le 16 février 1920, un peu plus d'un an après la proclamation du Royaume d'Islande. Jusqu'à cette date, la Cour suprême du Danemark à Copenhague, fut l'ordre juridictionnel le plus élevé.